# M32/M41 (граната)
Ручная граната M32/M41 (фин. Varsikranaati M32/M41) — ручная граната, стоявшая на вооружении вооружённых сил Финляндии во время Зимней и Второй мировой войн.

## ТТХ
- Вес: 475 г
- Масса заряда 207 г
- Тип взрывчатого вещества: тротил
- Длина: 293 мм
- Длина рукоятки: 220 мм
- Диаметр корпуса: 53 мм
- Время замедления: 5 секунд